# Port d’Envalira
Der Port d’Envalira (auch Col d’Envalira) ist der höchste Straßen-Gebirgspass der Pyrenäen. Er befindet sich auf einer Höhe von 2408 m in Andorra und verbindet das Tal der Ariège im Norden mit dem der Valira im Westen.
Der Pass hat keine Wintersperre und ist somit die höchstgelegene ganzjährig befahrbare Passstraße Europas.

## Strecke
Von Norden führt aus dem französischen Ax-les-Thermes (720 m) die Strecke über die Nationalstraße 20 und ab L’Hospitalet-près-l’Andorre die N22 zum Pass. Von Ax-les-Thermes hat sie eine Länge von 35 Kilometern mit einer durchschnittlichen Steigung von etwas weniger als fünf Prozent.
Von Westen kommt die Straße CG 2 von Andorra la Vella (1011 m) herauf. Die Strecke hat auf dieser Seite eine Länge von 23,2 Kilometern mit durchschnittlich etwas mehr als fünf Prozent Steigung.
Weiterhin ist der Port d’Envalira aus Süden von Latour-de-Carol (1245 m) auf der N 20 über den Col de Puymorens erreichbar. Diese Strecke trifft etwa 11 km vor dem Pass auf die Route aus dem Norden. Sie hat eine Länge von 31 Kilometern und durchschnittlich 3,7 Prozent Steigung.
Die Passhöhe kann durch den 2860 m langen, mautpflichtigen Túnel d’Envalira auf der Höhe von Pas de la Casa (auf ca. 2060 m) unterfahren werden.
Von der Passhöhe führt ein unbefestigter Fahrweg auf den Pic Blanc.

## Geschichte
Anfang des 20. Jahrhunderts existierte ein einfacher Wirtschaftsweg für den Lastentransport mit Eseln und Pferden zwischen Frankreich und Andorra.
1931 wurde der Pass als Fahrstraße eröffnet. Mit der Einrichtung des ersten Skilifts in Pas de la Casa im Winter 1957/58 wurde der Pass regelmäßig von Schnee geräumt und ganzjährig befahrbar gehalten. In den sechziger Jahren wurde die Straße durchgehend asphaltiert.
Im Sommer 1999 wurde mit dem Bau des Túnel d’Envalira begonnen, dieser wurde 2002 für den Verkehr freigegeben.

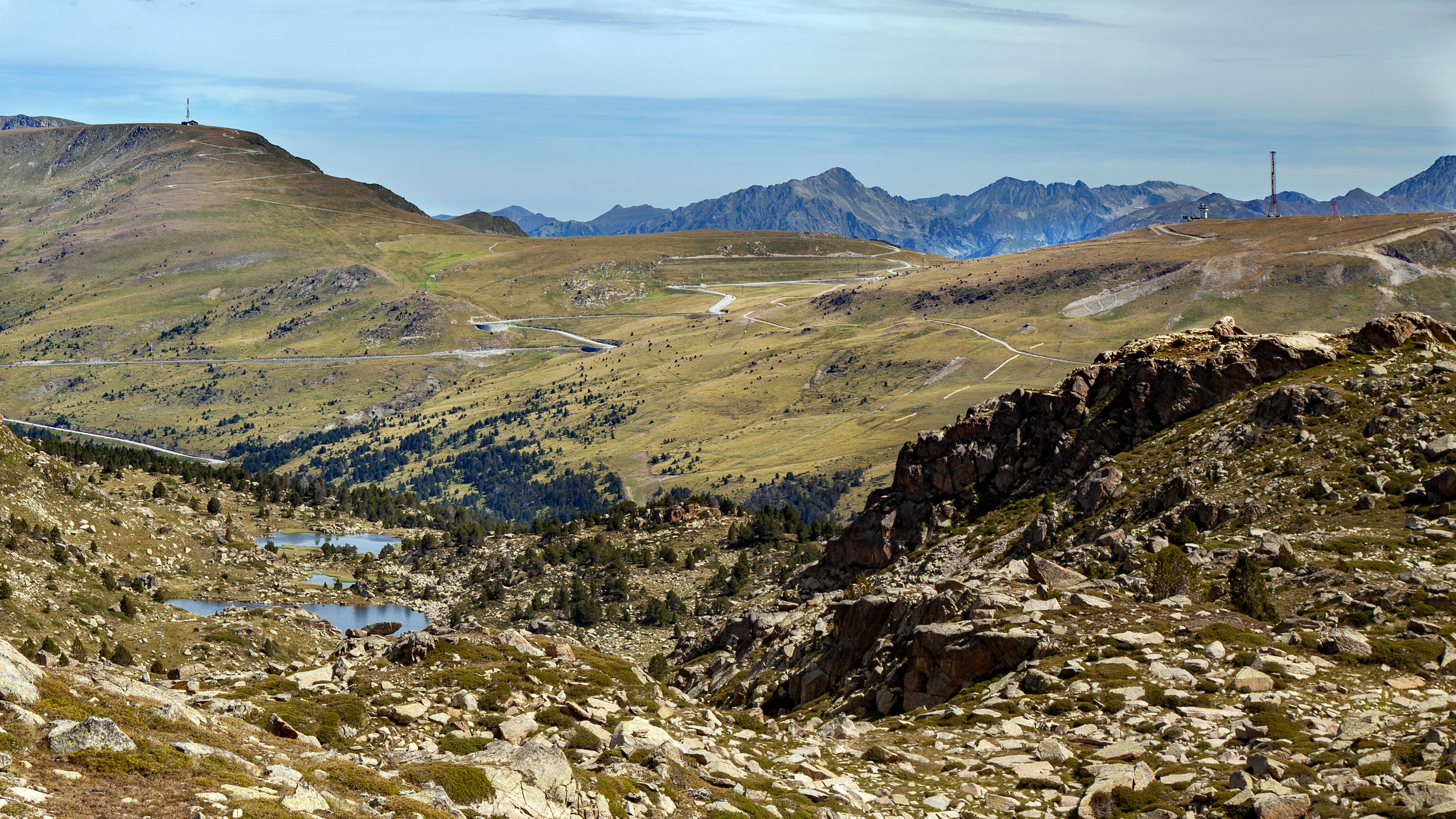
Passansicht vom Cirque des Pessons
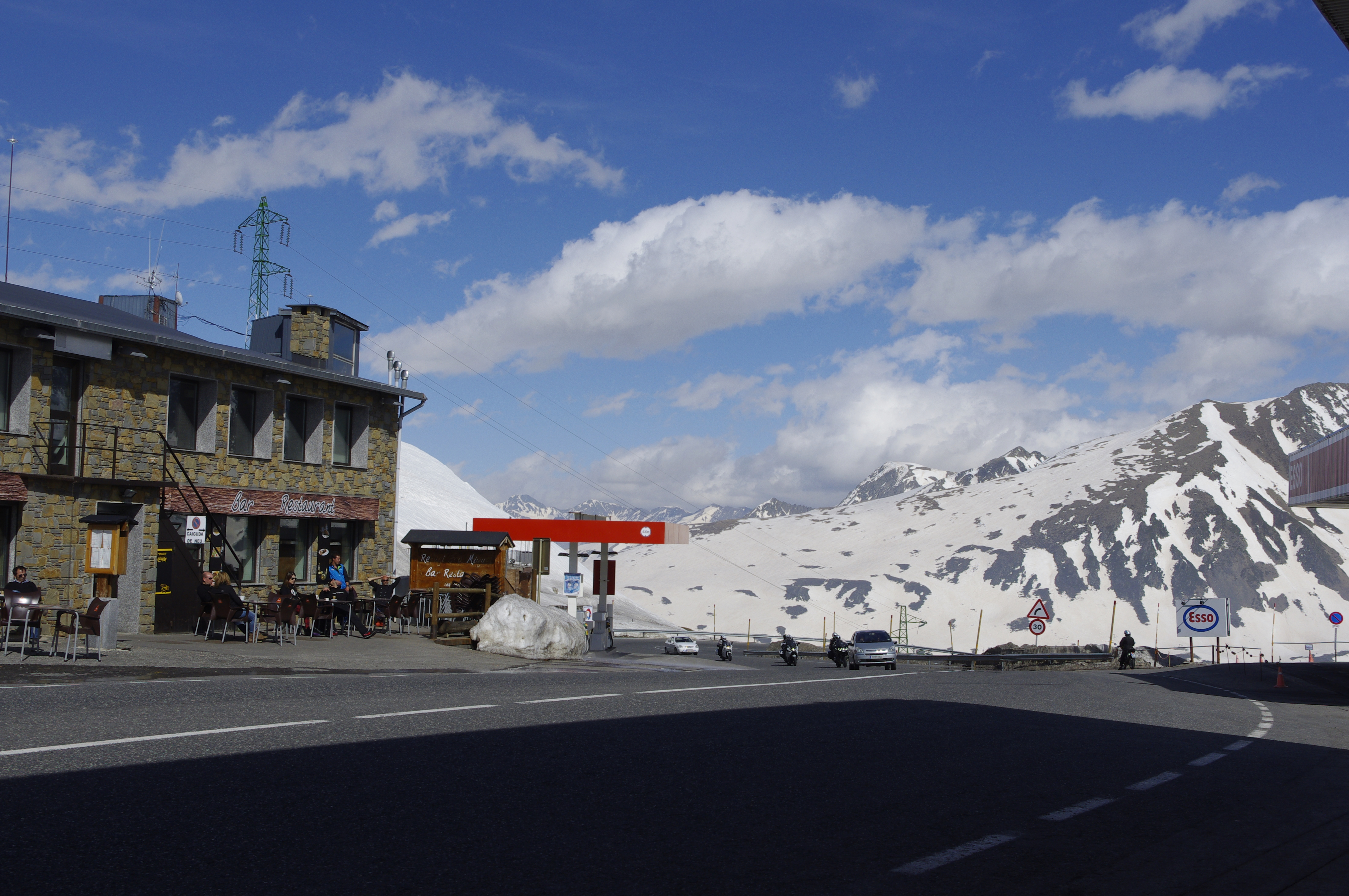
Passhöhe mit Rasthaus
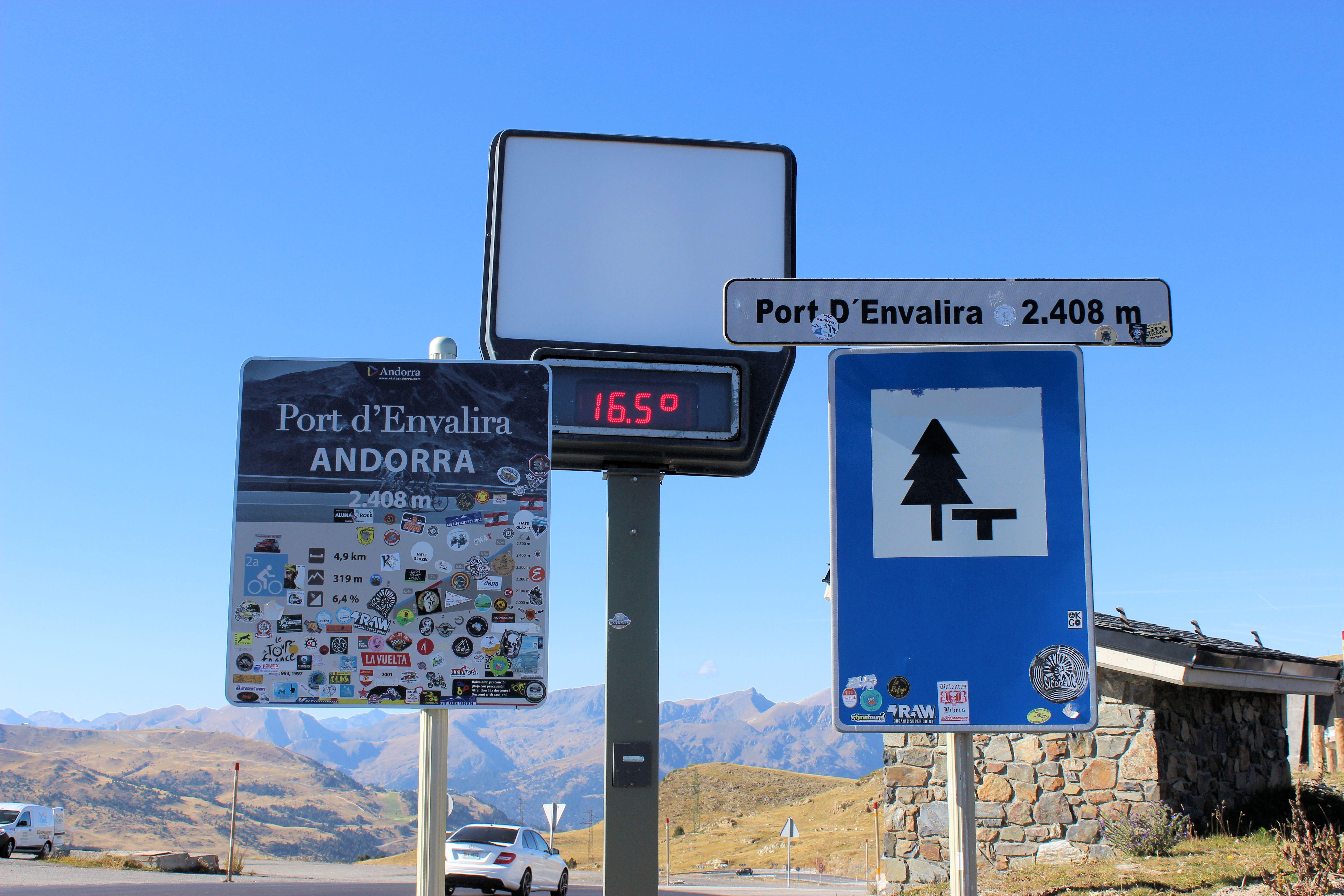
Die Passhöhe

## Radsport
Die Passhöhe wurde bei den Radsport-Etappenrennen Tour de France und Vuelta a España befahren.

### Tour de France
Die folgenden Fahrer erreichten die Passhöhe im jeweiligen Jahr als Erste:
- 1964:  Julio Jimenez
- 1964:  Federico Bahamontes
- 1968:  Aurelio González
- 1974:  Raymond Delisle
- 1997:  Richard Virenque (2 Mal: 10. & 11. Etappe)
- 2009:   Sandy Casar
- 2016:  Rui Costa
- 2021:  Nairo Quintana

### Vuelta a España
Die folgenden Fahrer erreichten die Passhöhe als Erste:
- 2003:  Alejandro Valverde
- 2013:  Philippe Gilbert